# Mendelsche Zwölfbrüderhausstiftung
Die Mendelsche Zwölfbrüderhausstiftung war eine von 1388 bis 1801 bestehende Stiftung der Reichsstadt Nürnberg.

## Beschreibung
Der Nürnberger Patrizier Konrad Mendel stiftete 1388 ein Brüderhaus gegenüber der Zwölfbotenkapelle. Im Mendelschen Zwölfbrüderhaus wurden jeweils zwölf alte Handwerker aus Nürnberg aufgenommen, die ihr Handwerk nicht mehr ausüben und sich damit nicht mehr selbst für ihren Lebensunterhalt sorgen konnten. Im Jahr 1801 wurde das Stiftungsvermögen wurde in das Spitalamt Heilig Geist überführt.
Der Mendelschen Zwölfbrüderhausstiftung gehörte ein Anteil der Dorf- und Gemeindeherrschaft über Buch. Es hatte über den Nürnberger Raum hinaus grundherrschaftliche Ansprüche in den Hochgerichtsbezirken von Brandenburg-Ansbach, Brandenburg-Bayreuth und dem Hochstift Bamberg. Gegen Ende des 18. Jahrhunderts waren es 30 Anwesen in 19 Orten.

## Grundherrschaft
GH gibt die Zahl der Anwesen an, über die die Mendelschen Zwölfbrüderhausstiftung die Grundherrschaft hatte. ∑ gibt die Gesamtzahl der Anwesen des Ortes an. % gibt den prozentualen Anteil an. Hochgericht1 gibt die Herrschaft an, die hochgerichtliche Befugnisse hatte. Hochgericht2 gibt, soweit vorhanden, eine weitere Herrschaft an, die entweder die hochgerichtlichen Befugnisse von Hochgericht1 bestritt (⚔) oder gemeinsam (⚭) mit ihr ausübte.
| Ort                      | GH  | ∑   | %   | Hochgericht 1        | Hochgericht 2          |
| ------------------------ | --- | --- | --- | -------------------- | ---------------------- |
| Buch                     | 001 | 008 | 013 | Brandenburg-Bayreuth | Hochstift Bamberg ⚭    |
| Dechendorf               | 001 | 011 | 009 | Brandenburg-Ansbach  |                        |
| Elpersdorf bei Windsbach | 001 | 021 | 005 | Brandenburg-Ansbach  |                        |
| Feucht                   | 005 | 075 | 007 | Brandenburg-Ansbach  | Reichsstadt Nürnberg ⚔ |
| Forst                    | 002 | 002 | 100 | Brandenburg-Ansbach  |                        |
| Fröschau                 | 001 | 001 | 100 | Brandenburg-Ansbach  | Reichsstadt Nürnberg ⚔ |
| Kagenhof                 | 001 | 002 | 050 | Brandenburg-Ansbach  |                        |
| Kapsdorf                 | 002 | 009 | 022 | Brandenburg-Ansbach  |                        |
| Katterbach               | 001 | 006 | 013 | Brandenburg-Ansbach  |                        |
| Krottenbach              | 001 | 014 | 007 | Brandenburg-Ansbach  |                        |
| Lind                     | 002 | 005 | 040 | Brandenburg-Ansbach  |                        |
| Milmersdorf              | 001 | 003 | 033 | Reichsstadt Nürnberg |                        |
| Oberdeutenbach           | 001 | 006 | 017 | Brandenburg-Ansbach  |                        |
| Oberlindelburg           | 002 | 009 | 022 | Brandenburg-Ansbach  |                        |
| Pattenhofen              | 003 | 014 | 021 | Reichsstadt Nürnberg | Brandenburg-Ansbach ⚔  |
| Penzenhofen              | 002 | 014 | 014 | Reichsstadt Nürnberg | Brandenburg-Ansbach ⚔  |
| Reckersdorf              | 001 | 007 | 014 | Brandenburg-Ansbach  |                        |
| Steinbühl                | 005 | 035 | 014 | Reichsstadt Nürnberg | Brandenburg-Ansbach ⚔  |
| Unterlindelburg          | 002 | 013 | 015 | Brandenburg-Ansbach  |                        |